# Synagoge (Dörrebach)
Die Synagoge in Dörrebach wurde 1858 in der Schlossstraße errichtet. 1929 wurde sie durch die jüdische Gemeinde abgerissen.

## Synagoge
Bereits vor dem Bau der Synagoge war ein Betraum in einem jüdischen Privathaus vorhanden. Dieser war aber für die angewachsene jüdische Gemeinde zu klein geworden. 1858 wurde daraufhin in der Schlossstraße eine Synagoge errichtet. Es handelte sich um einen einfachen, unverputzten Bruchsteinbau mit Satteldach. Ab ca. 1918/1920 wurde das zur Durchführung eines Gottesdienstes benötigte Minjan nicht mehr erreicht und die Synagoge geschlossen. Im Jahr 1929 wurde das Gebäude wegen Baufälligkeit von der jüdischen Gemeinde abgerissen.

## Jüdische Gemeinde Dörrebach
Bereits im 18. Jahrhundert siedelten Juden auf dem Gebiet von Dörrebach. Bis Mitte des 19. Jahrhunderts stieg die Zahl der jüdischen Gemeindemitglieder an. 1858 stellten die Mitglieder der jüdischen Gemeinde 10 Prozent der Einwohner Dörrenbachs. Die Gemeinde verfügte über eine jüdische Schule. Die Verstorbenen wurden bis 1937 auf dem jüdischen Friedhof in Dörrebach beigesetzt. Anschließend auf dem jüdischen Friedhof in Seibersbach. Ab 1858 begann die Zahl der jüdischen Einwohner zu sinken. Nach dem Ersten Weltkrieg verlor die jüdische Gemeinde aufgrund der  geringen Mitgliederzahl ihre Eigenständigkeit und wurde der Gemeinde Seibersbach angegliedert und ihre Mitglieder besuchten die dortige Synagoge. Ab 1933, nach der Machtergreifung Adolf Hitlers, wurden die jüdischen Einwohner immer mehr entrechtet. Zudem kam es immer wieder zu antijüdischen Aktionen. Dies hatte zur Folge, dass weitere jüdische Einwohner Dörrebach verließen.

### Entwicklung der jüdischen Einwohnerzahl
| Jahr | Juden | Jüdische Familien | Bemerkung                                        |
| ---- | ----- | ----------------- | ------------------------------------------------ |
| 1808 | 36    |                   |                                                  |
| 1843 | 51    |                   |                                                  |
| 1858 | 61    |                   | 10 Prozent der Bevölkerung                       |
| 1895 | 39    |                   |                                                  |
| 1925 | 31    |                   | jüdische Einwohner von Seibersbach und Dörrebach |
| 1933 | 10    |                   |                                                  |
| 1939 | 3     |                   |                                                  |

Quelle: alemannia-judaica.de; jüdische-gemeinden.de
Das Gedenkbuch – Opfer der Verfolgung der Juden unter der nationalsozialistischen Gewaltherrschaft 1933–1945 und die Zentrale Datenbank der Namen der Holocaustopfer von Yad Vashem führen 14 Mitglieder der jüdischen Gemeinschaft Dörrebach (die dort geboren wurden oder zeitweise lebten) auf, die während der Zeit des Nationalsozialismus ermordet wurden.